# Hanno Koffler
Hanno Koffler (Berlino Ovest, 25 marzo 1980) è un attore tedesco.
Ha all'attivo anche un film da sceneggiatore, ovvero Die Saat (2021).

## Filmografia parziale

### Cinema
- Ganz und gar, regia di Marco Kreuzpaintner (2003)
- Anatomy 2 (Anatomie 2), regia di Stefan Ruzowitzky (2003)
- Sommersturm, regia di Marco Kreuzpaintner (2004)
- Il Barone Rosso (Der Rote Baron), regia di Nikolai Müllerschön (2008)
- Krabat e il mulino dei dodici corvi (Krabat), regia di Marco Kreuzpaintner (2008)
- Wer wenn nicht wir, regia di Andres Veiel (2011)
- Freier Fall, regia di Stephan Lacant (2013)
- Coming In, regia di Marco Kreuzpaintner (2014)
- Härte, regia di Rosa von Praunheim (2015)
- Opera senza autore (Werk ohne Autor), regia di Florian Henckel von Donnersmarck (2018)
- Wach, regia di Kim Frank (2018)
- Die Saat, regia di Mia Maariel Meyer (2021)
- Prey, regia di Thomas Sieben (2021)

### Televisione
- Nacht vor Augen - film TV (2008)
- Jenseits der Mauer - film TV (2009)
- Auslandseinsatz - film TV (2012)
- Besondere Schwere der Schuld - film TV (2014)
- Max e Hélène - film TV (2015)
- Toter Winkel - film TV (2017)
- Beat - serie TV, 7 episodi (2018)
- Pagan Peak (Der Pass) - serie TV, 8 episodi (2018-2019)
- Babylon Berlin - serie TV, 17 episodi (2020-2022)
- Tatort - serie TV, 5 episodi (2005-2024)